# Bùi Nguyên Thiệu
Bùi Nguyên Thiệu (chữ Hán: 裴元紹; bính âm: Pei Yuanshao) là một nhân vật hư cấu trong tiểu thuyết Tam quốc diễn nghĩa của nhà văn La Quán Trung. Trong tiểu thuyết này, Bùi Nguyên Thiệu được giới thiệu là một bộ tướng của Trương Giác, lãnh đạo cuộc khởi nghĩa Khăn vàng, sau khi cuộc khởi nghĩa thất bại, Bùi Nguyên Thiệu cùng với Chu Thương phiêu bạt và trở thành thủ lĩnh sơn tặc, chuyên chặn đường cướp ngựa.
Sau khi Quan Vũ qua 5 ải và chém 6 tướng của Tào Tháo để tìm về với Lưu Bị và đã gặp Chu Thương và Bùi Nguyên Thiệu và thuyết phục cả hai theo Quan Vũ về đầu quân cho Lưu Bị. Chu Thương được đi theo hầu Quan Vũ còn Nguyên Thiệu được phân công ở lại tập hợp lực lượng để cùng về đầu quân, bổ sung cho lực lượng của Lưu Bị. Không lâu sau đó thì Triệu Vân có đi ngang qua đây, Bùi Nguyên Thiệu định cướp ngựa của Triệu Vân những đã bị tay này giết chết trong một cuộc đánh tay đôi vẻn vẹn chỉ có một hiệp đấu.

## Câu chuyện
Bùi Nguyên Thiệu được mô tả lần đầu khi gặp Quan Vũ là người cưỡi ngựa đi đầu toán người, đầu đội khăn vàng, mình mặc áo chiến và tự giới thiệu: Ta là bộ tướng của Thiên công tướng quân Trương Giác. Người kia để ngựa Xích thố lại, thì ta tha cho đi. Sau khi biết là Quan Vũ, Thiệu vội vàng nhảy xuống ngựa, nắm đầu con Quách Thường, lôi lại nộp trước ngựa Quan Vũ. và báo danh tính:
Tôi họ Bùi tên là Nguyên Thiệu, từ khi Trương Giác chết đến giờ, không có ai làm chủ, phải vào tụ tập trong núi rừng. Sớm hôm nay, thằng này mách tôi rằng có một người khách cưỡi con ngựa đi nghìn dặm, ngủ trọ nhà nó, nó rủ tôi đi ăn cướp ngựa. Không ngờ lại gặp được tướng quân. Quan Vũ hỏi rằng không biết mặt ta sao lại biết tiếng. Nguyên Thiệu cho biết là nhờ Chu Thương cho biết.
Trước khi tạm biệt Bùi Nguyên Thiệu để tiếp tục cuộc hành trình, Quan Vũ có dặn Nguyên Thiệu một câu: Rừng xanh không phải là nơi hào kiệt nương mình. Các ông từ rày nên bỏ tà theo chính, đừng có tự làm phí mất thân mình. Nguyên Thiệu lạy tạ. Quan Vũ sai Chu Thương giao cả quân cho Bùi Nguyên Thiệu. Nguyên Thiệu nói rằng "Ta cũng muốn theo Quan tướng quân". Chu Thương giao Bùi Nguyên Thiệu tạm thống lĩnh sơn tặc chờ tin sau. Nguyên Thiệu bùi ngùi từ biệt.
Sau đó Triệu Vân đi qua chỗ này, chợt gặp Bùi Nguyên Thiệu xuống núi toan cướp ngựa, nên đánh nhau với Bùi Nguyên Thiệu, chỉ một hiệp, đâm chết Nguyên Thiệu, chiêu hàng quân sĩ chiếm giữ sơn trại, nhân thế mượn chỗ yên thân.